# 狀況開始！
《狀況開始！》（日语：状況開始っ！）是在2005年12月16日由日本工畫堂工作室狐組所製作，以軍事學園作背景的戀愛冒險和純文字遊戲。本作首次發售時以「鎚浦預科練入學願書　狀況開始！〜Prelude Book & Disc〜」（鎚浦予科練入学願書　状況開始っ! 〜Prelude Book & Disc〜）之名發售。 本作在2006年2月在富士見書房旗下漫畫雜誌《月刊Dragon Age》中刊登其漫畫版（56頁），作者為的良米蘭，並在作者所作的漫畫《守護貓娘緋鞠》單行本第五卷中所收錄，和普及版中以PDF形式收錄。
2008年4月11日，《狀況開始！》以《狀況開始！普及版》（状況開始っ！普及版）發售。
2006年12月29日，台灣光譜資訊代理發行，並在港台兩地同步發行。首發版附上遊戲DVD、電腦桌布、螢幕保護程式、10位角色的系統語音、角色素材、主題曲「風〜Start Line」和印上由工畫堂、Broccoli、Genex等工作室所創作的角色的年曆卡。
《狀況開始！》現時為工畫堂工作室狐組的唯一作品。

## 遊戲簡介
本作的世界為架空世界。故事的世界中分成兩大陣營，一方為聯合，並主張民政主義；而另一方則為聯邦，其主張為共和主義。本作的地點為真州，一個實行議會制民政的王國。真州國王並不參與內政，但參與王國的軍事。在兩大陣營的衝突中真州原本抱持中立政策，但卻被雙方敵視，最後只得加入聯合。大戰最後因雙方研發出大殺傷力武器而停戰。
在大戰完結50年後，雖然兩方陣營已停火，但雙方仍然繼續進行軍備競賽，並不時爆發小型衝突。真州因為身為聯合的一員，所以也被要求派出更多兵力。因此，真州強化了國內的軍事訓練機關，希望以高質量的軍事教育來取代輸出數量。
主角岡崎正宗就讀於國內的一所軍事學園，名為皇立國防陸軍士官學校預科鎚浦高等部，簡稱鎚浦預科練。雖然其校為國內最優秀的軍校之一，並以實踐性為特色，但也因此製造出大量的戰爭狂，其名聲也為惡名昭彰。
玩家將會扮演主角岡崎正宗。在遊戲的過程中，玩家將會在某些時段透過移動位置來引發劇情。同時，玩家亦會在某些場景中作出決定；視符玩家的決定和走動，玩家將會令某些女性角色的好感度增加。最後，玩家的決定會引發不同的結局。在遊戲中，玩家的決定會使玩家得到不同的CG。玩家可在主選單中檢視已觀看過的CG。

## 登場人物

### 主要角色
岡崎正宗（岡崎 正宗、おかざき まさむね）
本作的主人公。普通科二年生。成績中等，武術一般。被其班主任石堂教官任命為連絡委員。其父於兩大陣營之間的衝突中喪生，其母則在鄉下獨自居住。藤志朗為其班上同學和老朋友。
長船真織（長船 真織、おさふね まおり）聲：中原麻衣
衛生科二年生，為其班的連絡委員。和正宗及藤志朗相識，並同是青梅竹馬。在校內人氣非常高，性格也很坦率和常帶笑容。雖然表面柔弱，但因為其父母皆為軍醫的關係，所以對血肉淋漓的病人和影像也毫不在乎。其志願為成為軍醫。
月山香耶（月山 香耶、つきやま かぐや）聲：福圓美里
機甲科三年生，為多腳戰鬥車輛操縱課程的學生，並是連絡會議的議長。成程非常優秀並保持三年全級第一，文武雙全，但卻非常在意其145cm的身高，所以對稱呼她為小學生的人非常憤怒。嚴厲和說教的性格使她成為校園中聞名的學生，並被不少學生所畏懼。
千手院奈津姬（千手院 奈津姫、せんじゅいん なつき）聲：伊藤静
情報科二年生，為全校園中惡名昭彰的學生。其校內成績為第一，但說話非常刻薄，視線嚴厲，要求甚高，再加上其軍隊高層家族的背景，所以連高年級學生也懼怕她。其家族，千手院家為王立陸軍的領導家族，其爺爺千手院幸信為退役元帥。
長曾彌鈴莉（長曽祢 鈴莉、ながそね すずり）聲：宮崎羽衣
普通科一年生，為學園的新生。經常精力旺盛，四處碰撞，並非常樂觀。正宗因為在新學年以連絡委員身份帶領她的班級所以為鈴莉的前輩。
友成楓（友成 楓、ともなり かえで）聲：伊月唯
校內商店PX（Post Exchange）的店員。為年輕的寡婦，育一對雙胞胎女兒，名為由樹和由實。其美貌和溫柔在校內吸引到不少學生的人氣。和京是老朋友。
其家族為在王立海軍有龐大影響力的法成寺財團。因為決意和陸軍士兵結婚，所以逃離了家族，並在京的介紹下在學園生活。
一文字京（一文字 京、いちもんじ みやこ）聲：笹島かほる
整備科主任教官，並兼多腳戰鬥車輛操縱課程的教官。從底層軍士所熬上來，現在軍官為士官長，並曾屬第三機甲師團第一整備大隊。其食量非常龐大，並其學生香耶形容為深不可測。同時，京喜愛和人分享其眾多的食物，所以被吃量小的香耶所懼怕。武術驚人，在校內有謠傳能單人匹敵熊隻。性格爽朗，被正宗稱為阿京也完全接受。為楓的老朋友。

### 次要角色
吉光藤志朗（吉光 藤志朗、よしみつ とうしろう）聲：近藤孝行
普通科二年生，和正宗是同班，並和正宗一樣是真織的青梅竹馬。雖然為正宗好友，但經常作弄正宗。成績惡劣。被正宗任命為連絡議員的副官。
青江妙子（青江 妙子、あおえ たえこ）聲：木内レイコ
機甲科三年生，為連絡會議議長香耶的副官。是香耶的好友，並一同居住在議員宿舍。成績惡劣，性格粗暴，所以被學生稱為「母恐龍」，但卻懼怕發怒時的香耶。
町田吉平（町田 吉平、まちだ よしひら）聲：中國卓郎
情報科三年生，為連絡會議副議長。攝影部部長。性格陰險和多計，對岡崎抱持敵意。暗戀香耶。
井上真（井上 真、いのうえ まこと）聲：鈴木貴征
普通科三年生，為正宗和鈴莉所屬的第35分隊的隊長。新聞部部員，有經常向人取材的習慣。性格隨和。
長谷部邦佳（長谷部 邦佳、はせべ くにか）聲：笠原晶
衛生科一年生。鈴莉的好友。相比起鈴莉，她的性格較為平靜和溫文。
板倉（板倉、いたくら）
普通科一年生。同為第35分隊的成員。性格冷漠，並有時對正宗和真懷有不滿。武術惡劣。
友成由實（友成 由実、ともなり ゆみ）聲：神崎羽津美
為楓的孩子，由樹的姐姐。擁有活潑開朗的性格。
在楓線中成為了學園的機甲科生。
友成由樹（友成 由樹、ともなり ゆき）聲：小林惠美/亞城惠
為楓的孩子，由實的妹妹。擁有文靜的性格，經常為姐姐調皮的性格感到煩惱。一開始被正宗誤以為是男孩子。
在楓線中成為了學園的衛生科生。
舞草（舞草、まいくさ）
為王立陸軍第一機甲師團特殊機甲中隊成員，軍階為少尉。擁有駕駛多腳戰車經驗使她成為國內數一數二的高手，並曾有流言指出她在非官方聯合軍演中，以一人之力擊退一個常規戰車中隊。和京在過去有一段交情，而她則對京懷有強烈的感情。當對著沒好感的人時候，她的表情會變得非常正經。
石堂（石堂、いしどう）
為學園的普通科教官，是正宗班級的班主任。軍階為下士。教導方式非常嚴厲。
志津（志津、しづ）
為學園的衛生科教官，是真織的教官。
當麻淺子（当麻 浅子、とうま あさこ）
為學園餐廳和商店PX的負責人。在校內多被稱為當麻婆婆。和千手院家族有關係，並自小照顧奈津姬。知道楓的過去。因為經常給予香耶大量的食物，所以香耶時常迴避她。
古鴉翔生（古鴉 翔生、こがらす しょうせい）
王立陸軍和千手院家族的一員，軍階為准將，同時也是軍部主計處的監察官，監督校園的預算。實際身份為香耶的生父。過去因為追求權力而拋棄了香耶的母親而和千手院成員結婚。其妻子為奈津姬的姑姑。
法成寺國光（法成寺 国光、ほうじょうじ くにみつ）
為真州五大財團之一，法成寺財團的首領。因為是王立海軍的重要贊助商，所以在海軍中有龐大的影響力。為楓的曾祖父。

## 音樂

### 主題曲
- 風〜Start Line（風〜スタートライン）

歌：CooRie/ 作詞・作曲：rino / 編曲：菊地創

### 結尾曲
- 月光小夜曲（月明かりセレナード）

歌：CooRie / 作詞・作曲：rino / 編曲：大久保薰

## 製作人員
- 角色設計：畳
- 機械設計：村田護郎
- 方案：坂本正吾

## 外部連結
- 工畫堂工作室官方網站 （页面存档备份，存于）
- 《狀況開始！》官方網站 （页面存档备份，存于）
- 台灣光譜資訊官方網站
- 《狀況開始！》台灣官方網站